# DB Werk Oberbaustoffe Witten

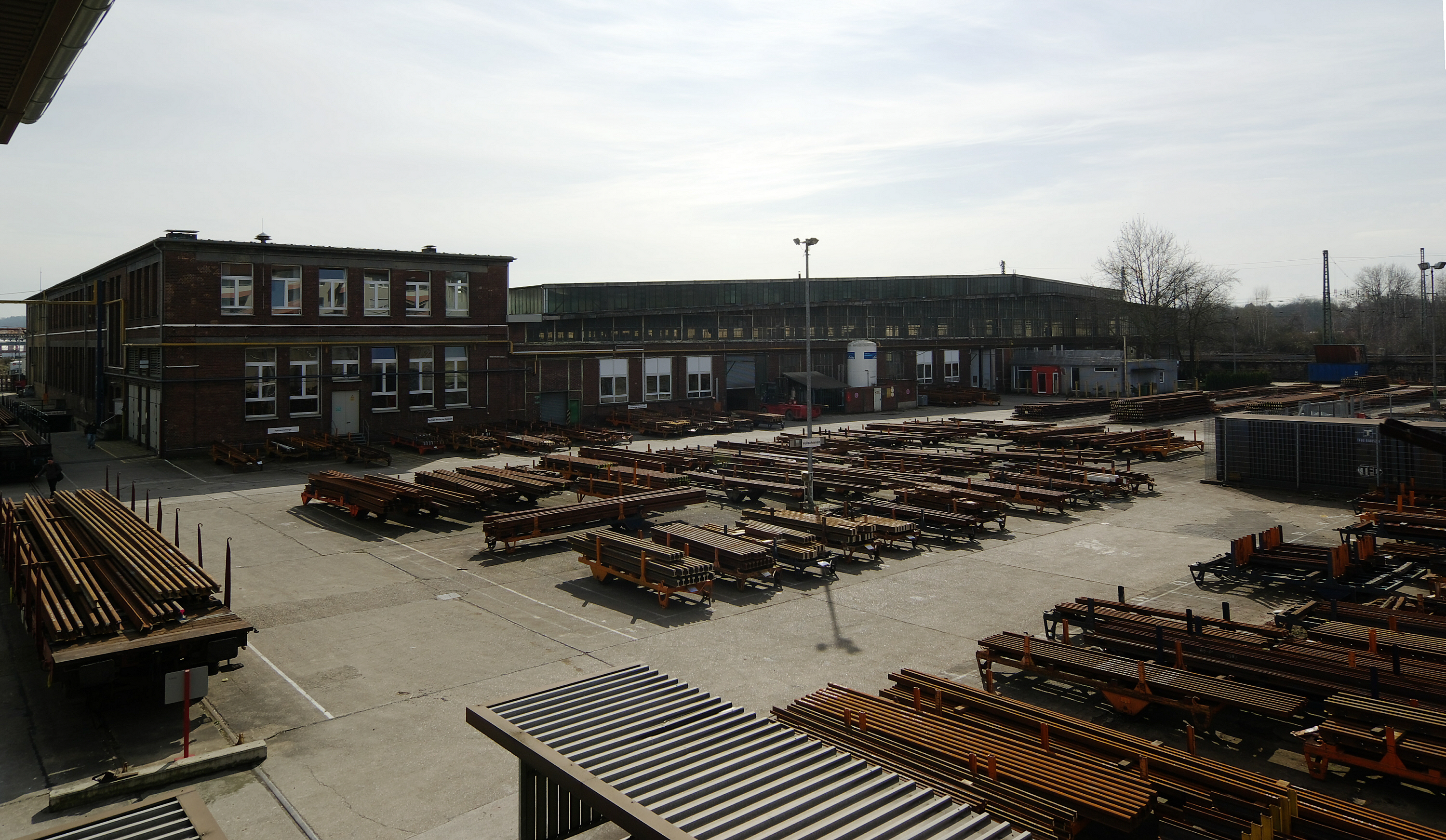
Weichenrichthalle und Vorplatz des Werks

Das Werk Oberbaustoffe Witten oder Weichenwerk Witten ist eine Fabrik der DB InfraGO zur Herstellung von Eisenbahnweichen im nordrhein-westfälischen Witten.
Das Unternehmen ist seit 1965 die einzige Produktionsstätte von Weichen der Deutschen Bundesbahn (bis 1994) bzw. Deutschen Bahn (ab 1994) in Deutschland und inzwischen die einzige Produktionsstätte des Unternehmens in der Bundesrepublik. Das Werk stellt zwei Drittel der jährlich neu installierten Weichen für die DB InfraGO her.

## Tätigkeit
Jährlich werden etwa 1200 Weichen sowie 100 Kreuzungen und Kreuzungsweichen hergestellt. Es deckt damit etwa zwei Drittel des Bedarfs an neuen Weichen im Schienennetz der Deutschen Bahn. Außerdem werden mehr als 16.000 Weichengroßteile, wie Herzstücke und Zungen, Isolierstöße und Schienenauszüge zum Längenausgleich von Schienen hergestellt. Das Unternehmen beschäftigt knapp 500 Mitarbeiter, hiervon rund 390 im Stammwerk Witten. (2009: 355 Mitarbeiter) Die Herstellung erfolgt im Drei-Schicht-System an fünf Tagen pro Woche; einzelne Produktionsanlagen sind rund um die Uhr an allen Tagen in Betrieb.
Das Unternehmen verfügt über Konstruktionsdaten aller im Netz der Deutschen Bahn eingebauten Weichen. Es werden etwa 300 verschiedene Weichentypen gefertigt. Allerdings werden die Ersatzteile für Weichen-Sonderbauformern der Deutschen Reichsbahn von einem privaten Betrieb geliefert. Ein rund um die Uhr bereitstehendes Notfallteam kann Weichen kurzfristig per Lkw liefern.
Zum Werk gehören Lager in Königsborn und Duisburg, die Fertigung von Brückenbalken in Nürnberg und das Schwellenwerk in Schwandorf zur Fertigung von Weichenschwellen. Jährlich werden hier rund 60.000 Holz-Weichenschwellen hergestellt. Seit 2018 werden wegen eines erhöhten Weichenbedarfs für einige Jahre zusätzlich fertige Weichen in Schwerte hergestellt.

## Geschichte

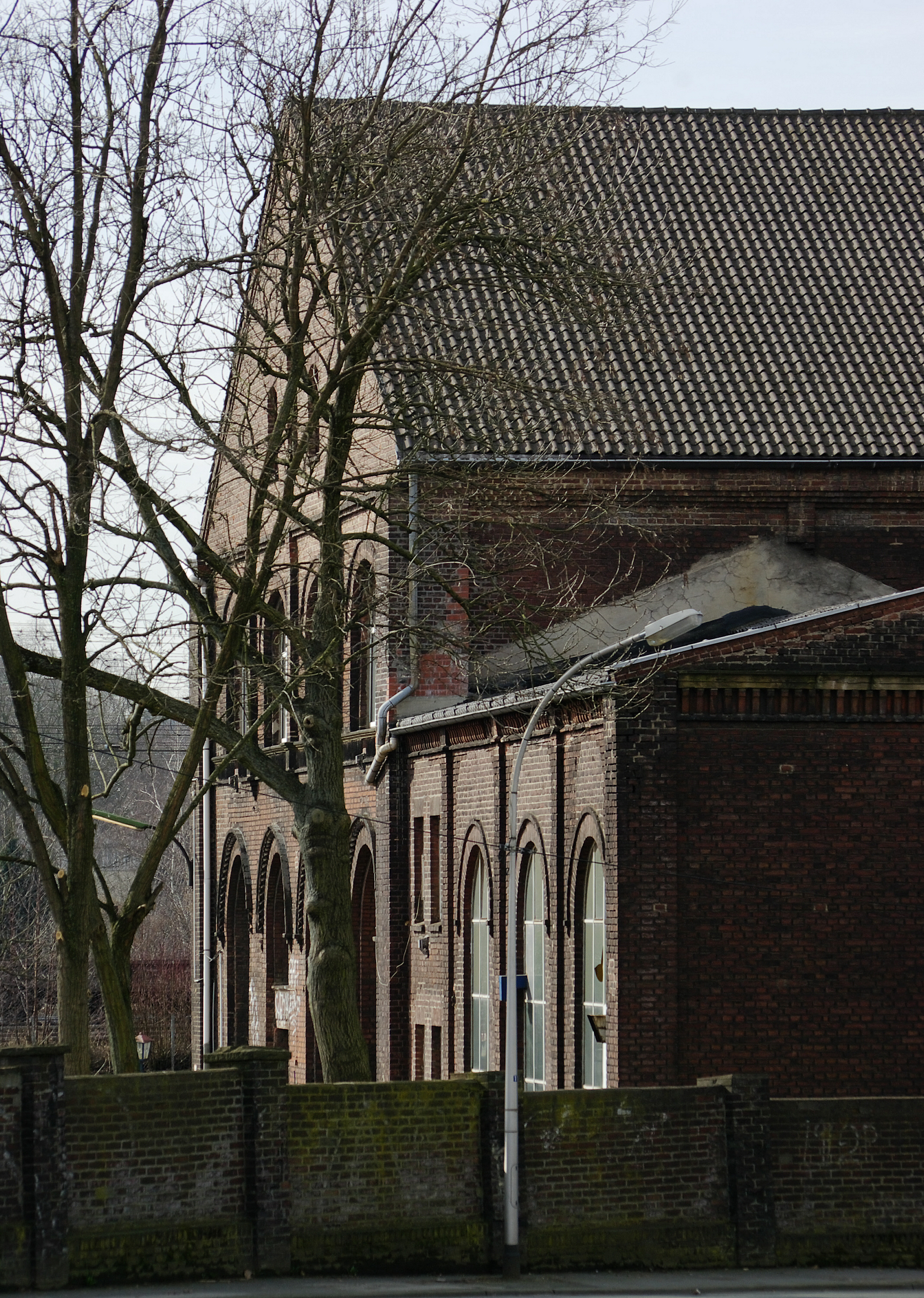
Gebäude der ehemaligen Lehrwerkstatt, ursprünglich Centralmagazin, bis zum Abriss 2015 einzig erhaltenes Gebäude des Werks von 1863

Plan der Werkstatt 1866

Das Werk wurde im Jahr 1863 als Central-Werkstätte der Bergisch-Märkischen Eisenbahn zu Witten gegründet und war die fünfte Werkstatt der BME. Das Werk reparierte anfangs Wagen und Lokomotiven und baute Stellwerks- und Signaleinrichtungen ebenso wie Weichen und weitere Oberbauelemente. Da sich schon 1865 die Kapazität als zu gering erwies, wurden bis 1969 mehrere neue Werkhallen auf dem Werksgelände errichtet. Für Transporte auf dem Werksgelände wurden drei kleine Lokomotiven angeschafft, von denen eine 1872 explodierte. 1873 wurden eine offene Wagenreparaturwerkstatt („langer Heinich“) und eine neue Weichenschmiede errichtet. 1880 wurde eine Werkfeuerwehr gegründet. Aus Platzgründen führte die Hauptstrecke Witten–Dortmund der BME von 1885 bis zum Neubau des Wittener Hauptbahnhofs und der Verlegung der Strecke 1901 durch das Werksgelände.
1882 übernahm die Königliche Eisenbahndirection Elberfeld die Bergisch-Märkische Eisenbahn-Gesellschaft. 1895 gab das Werk die Produktion von Stellwerken und Signaleinrichtungen zugunsten von Herzstücken und Radlenkern auf. Für die damals üblichen Stahlschwellen baute man eine moderne Schwellenlocherei und später ein Verwaltungsgebäude, eine Tenderwerkstatt und eine neue Wagenhalle.
Nach Ausbruch des Ersten Weltkriegs stieg der Bedarf an Lokomotiven und Güterwagen für den Truppen- und Pferdetransport. Eingezogene Werksarbeiter wurden durch Frauen und Kriegsgefangene ersetzt, um den Betrieb aufrechtzuerhalten. Bis Ende des Kriegs blieb der Personalbestand nahezu konstant bei ca. 2300 Mitarbeitern.
Die 1920 gegründete Deutsche Reichsbahn übernahm die Staatsbahnen der Länder und damit auch die Hauptwerkstatt Witten. Die bisherigen drei selbständigen Werkstätten sollten unter einem Werkdirektor zu einem Reichsbahn-Ausbesserungswerk vereinigt werden. Während der Ruhrbesetzung 1923 wurde das Gelände von einer 30-köpfigen französischen Einheit besetzt, weswegen die Zusammenführung erst ein Jahr später vollzogen werden konnte. Zwischen 1925 und 1928 musste das Werk Witten die Lokomotiv- und Wagenausbesserung an leistungsfähigere Werke abgeben. 1930 spezialisierte sich das Wittener Werk auf Weichen, mit einer angeschlossenen Geräte- und Schilderwerkstatt.

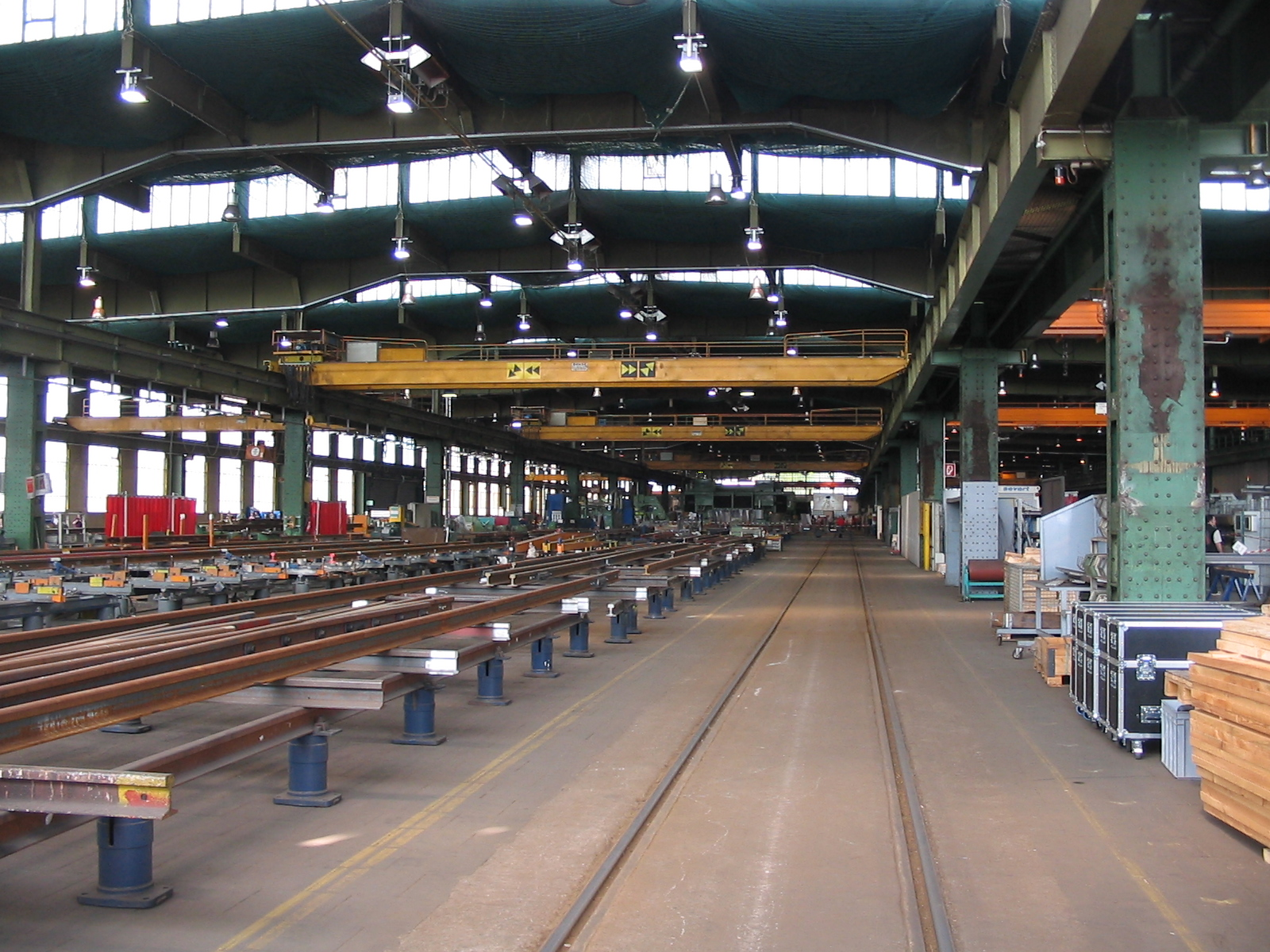
Weichenrichthalle, erbaut 1937–1942

Die für den Weichenbau ungeeigneten Lokreparaturhallen wurden zwischen 1937 und 1942 durch die heute noch bestehende Weichenrichthalle ersetzt. In der Zeit des Nationalsozialismus setzte das Werk wie viele Betriebe in Witten Zwangsarbeiter ein. Bei einem Luftangriff wurde die Weichenrichthalle im März 1945 schwer beschädigt. Erst Ende der 1940er Jahre war wieder eine geregelte Produktion möglich.

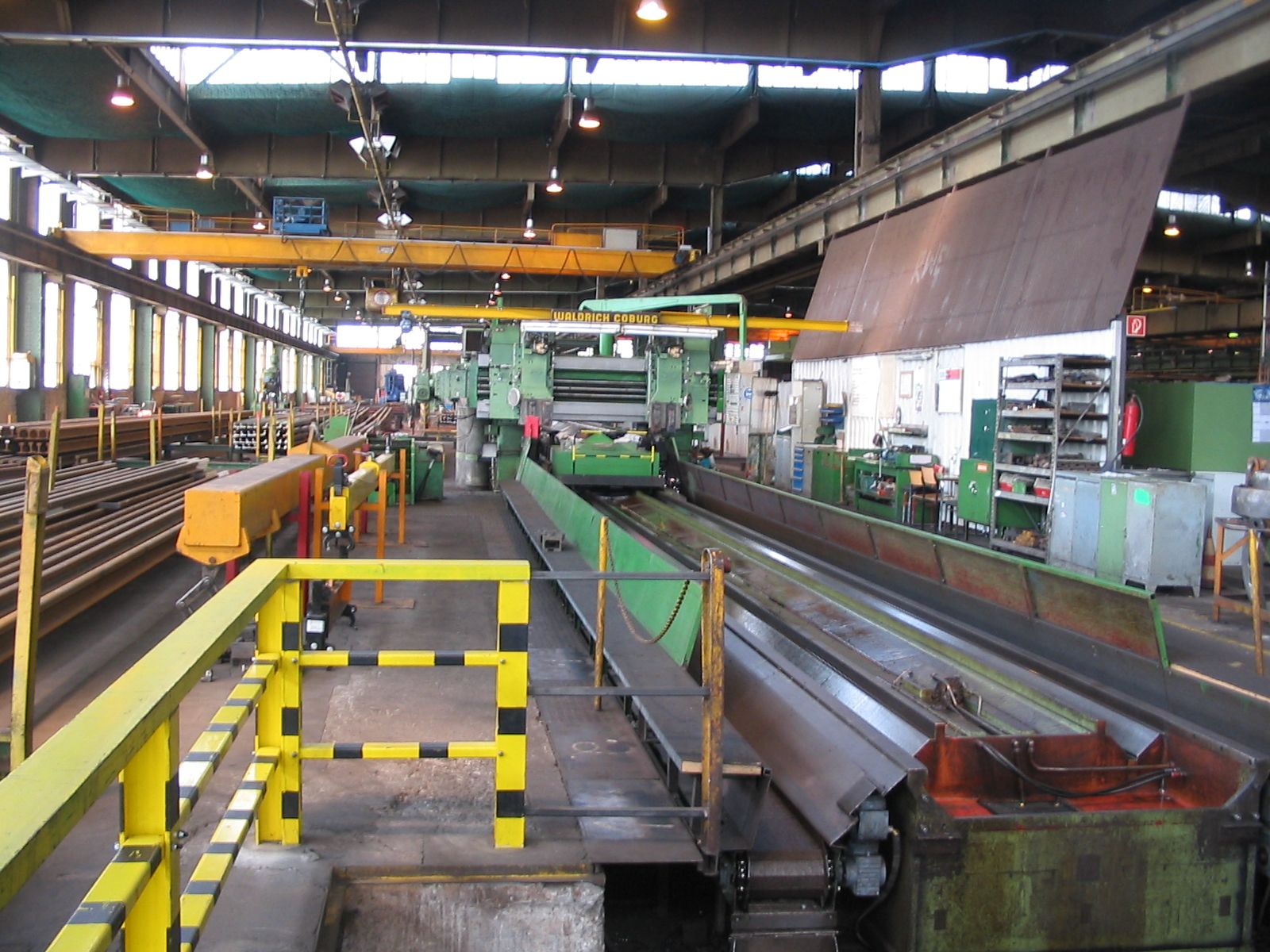
Weichenzungenhobelmaschine „Neue Coburger“ von 1974

1947 wurde die Weichenfertigung des Ausbesserungswerk Hannover-Leinhausen nach Witten verlagert. 1951 wurde das Werk in Bundesbahn Ausbesserungswerk Witten umbenannt. 1959 erreichte es mit 7038 Weicheneinheiten bei ca. 1090 Mitarbeitern die bis heute höchste Anzahl der gefertigten Weicheneinheiten. Mit der Aufgabe der Weichenfertigung im Ausbesserungswerk München-Neuaubing im Jahr 1965 wurde das Wittener Werk zum einzigen Weichenwerk der Deutschen Bundesbahn. 1974 wurde die bis heute teuerste Werkzeugmaschine der DB, die Weichenzungenhobelmaschine „Neue Coburger“ in Betrieb genommen. 1967 übernahm das Werk das bis dahin eigenständig geführte Weichenlager. 1979 wurde die Aufarbeitung der Kleinbehälter eingestellt, 1982 der Schmiedebetrieb und die Hemmschuhaufarbeitung. Die erste CNC-Maschine wurde 1981 in Betrieb genommen. Wegen rückläufiger Weichenzahlen wurden Anfang der 1990er Jahre die erste Weichenrichthalle, das Sozialgebäude und das ehemalige Verwaltungsgebäude verkauft.
1994 wurden mit der Gründung der Deutsche Bahn AG das Weichenwerk Witten, das Schwellenwerk Schwandorf (mit 58 Mitarbeitern) und das Schienenschweißwerk Nürnberg zum Werk Oberbaustoffe Witten vereinigt. Seit 2000 gehört das Werk zur DB Netz (seit 2024 DB InfraGO), das Schienenschweißwerk Nürnberg wurde verkauft. Seitdem kooperieren das Werk Oberbaustoffe Witten und das Signalwerk Wuppertal bei der Ausbildung von Lehrlingen. Der praktische Teil der Ausbildung findet in Witten statt. 2002 wurde die erste von drei Computerized-Numerical-Control-gesteuerten Portalfräsmaschinen angeschafft, 2005 eine Elektronenstrahlschweißanlage. 2004 bis 2007 wurde eine neue Lagerhalle für Weichengroßteile für Schnellfahrstrecken errichtet (HGV-Halle). Für die Bearbeitung des neuen, verschleißärmeren Bainitstahls wurde 2011 eine neue Portalfräsmaschine in Betrieb genommen.
Am Vormittag des 23. Juli 2015 lösten Schweißarbeiten am Dach der Weichenrichthalle einen Großbrand aus. Über 400 Feuerwehrleute waren im Einsatz. Ein Teil der Weichenrichthalle wurde zerstört, die Maschinen überstanden den Brand aber. Ein Großteil der Weichenrichthalle wurde nach dem Brand abgerissen und die Produktion in eine andere Halle auf dem Gelände verlagert. Trotz des Brandes konnten 160 Weichen für die im Dezember 2017 eröffnete Hochgeschwindigkeitstrasse Berlin-München aus Witten geliefert werden, da zunächst in der zerstörten Halle weiterproduziert werden konnte.

## Eigenentwicklungen
In Witten wurden die Klappweiche und die Fertigung von Herzstücken aus Bainitstahl entwickelt.